# Хиршштајн
Хиршштајн (њем. Hirschstein) општина је у њемачкој савезној држави Саксонија. Једно је од 34 општинска средишта округа Мајсен. Према процјени из 2010. у општини је живјело 2.369 становника. Посједује регионалну шифру (AGS) 14627070.

## Географски и демографски подаци
Хиршштајн се налази у савезној држави Саксонија у округу Мајсен. Општина се налази на надморској висини од 129 метара. Површина општине износи 34,5 km². У самом мјесту је, према процјени из 2010. године, живјело 2.369 становника. Просјечна густина становништва износи 69 становника/km².